# Regulate... G Funk Era
Regulate... G Funk Era ist das erste Musikalbum von Warren G. Es erschien am 7. Juni 1994 unter dem Label Def Jam Recordings und wird dem Genre Hip-Hop und dessen Stilrichtungen G-Funk und Westcoast-Hip-Hop zugerechnet. Das Werk verkaufte sich allein in den USA mehr als drei Millionen Mal, enthält die beiden Hits Regulate und This D.J. und gilt insbesondere für den G-Funk als wichtiger Beitrag.

## Musikstil
„Regulate... G Funk Era“ ist innerhalb des Hip-Hop den Strömungen Westcoast-Hip-Hop und G-Funk zuzuordnen. Für die letztgenannte gilt es als stilprägend.
Neben den für dieses Subgenre üblichen tiefen Bässen und pfeifenden Synthesizer-Melodien unterscheidet es sich von anderen Werken aus diesem Bereich vor allem durch die weniger aggressiven Texte. Zwar werden auch auf diesem Album einige Schimpfworte benutzt und der Konsum von Marihuana thematisiert, jedoch ist der Grundton der Aussagen fröhlicher. Auch durch die Musik wird eine eher entspannte, sinnliche und beruhigende Atmosphäre erzeugt.
Da Warren Gs Stärken mehr im Produzieren als im Rappen liegen sind auf fast jedem Lied Gastmusiker zu hören, während er selbst auf Super Soul Sis und This Is the Shack nicht vorträgt.

## Entstehungsgeschichte
Warren G ist der Stiefbruder von Dr. Dre, der bereits gegen Ende der 1980er Jahre erfolgreich im Musikgeschäft tätig war. Warren G hatte ihm daher schon mehrfach seine eigene Musik vorgespielt, erhielt jedoch keine positive Reaktion.
Dies änderte sich erst spät im Jahr 1991, als Dr. Dre als Gastgeber einer Party für einen Junggesellenabschied fungierte und der für die Musik zuständige DJ L.A. Jay bemerkte, dass er nicht genügend Kassetten dabei hatte. Er fragte bei Warren G nach, der aus seinem Auto eine Demoaufnahme seiner Gruppe 213, die neben ihm aus Snoop Dogg und Nate Dogg bestand, organisierte und sie abspielen ließ. Die Musik kam bei den Partygästen gut an und begeisterte auch Dr. Dre, der in der Folge die Mitglieder von 213 zu den Arbeiten an seinem Album The Chronic dazuholte. Das Werk wurde ein großer Erfolg und führte dazu, dass Snoop Dogg und Nate Dogg einen Vertrag bei Death Row Records erhielten. Warren G wurde dieser jedoch verweigert, sodass er mittellos war und bei seiner Schwester schlafen musste.
Dennoch arbeitete er weiter an seiner Musik und schaffte es 1993 schließlich ein Lied auf dem Soundtrack für den Film Poetic Justice zu platzieren. Indo Smoke wurde dann sogar als Single ausgewählt und gelangte bis auf Platz 56 der Billboard Hot 100. Als offizieller Interpret wurde zwar nur Mista Grimm genannt, Warren G und Nate Dogg waren jedoch auch voll beteiligt.
Dadurch wurde Def Jam Recordings auf Warren G aufmerksam und stattete ihn mit einem Vertrag aus, sodass er sein Debütalbum Regulate... G Funk Era aufnehmen konnte.

## Titelliste
1. Regulate – 4:08
  - Geschrieben von W. Griffin und N. Hale
  - Hauptinterpreten: Warren G und Nate Dogg
  - Keyboard: Greg Geitzenauer
  - Gitarre: Andreas Straub
2. Do You See – 3:59
  - Geschrieben von W. Griffin, N. Hale, B. Carter und J. Giscombe
  - Hauptinterpreten: Warren G und Nate Dogg
  - Keyboard: Greg Geitzenauer
  - Gitarre: Andreas Straub
  - Enthält ein Sample von „Mama Used to Say“ von Junior
3. Gangsta Sermon – 0:36
  - Geschrieben von W. Griffin und R. Harris
  - Hauptinterpreten: Warren G, Ricky Harris und B-Tip
4. Recognize – 2:59
  - Geschrieben von W. Griffin, Deon Williams und Dewayne Williams
  - Hauptinterpreten: Warren G, Deon und Dewayne (The Twinz)
  - Gitarre: Che Laird
  - Keyboard: Sean “Barney” Thomas
  - Bass: Daniel Shulman
  - Perkussion: Carl “Butch” Small
5. Super Soul Sis – 2:56
  - Geschrieben von W. Griffin und J. Carthorn
  - Hauptinterpretin: Jah-Skilz
  - Gitarre: Che Laird und Greg Geitzenauer
  - Perkussion: Carl “Butch” Small
  - Enthält ein Sample von „Don′t Stop“ von One Way
6. ′94 Ho Draft – 1:00
  - Geschrieben von W. Griffin & R. Harris
  - Hauptinterpreten: Warren G, Ricky Harris und B-Tip
7. So Many Ways – 3:24
  - Geschrieben von W. Griffin und Dewayne Williams
  - Hauptinterpreten: Warren G, Lady Levi und Dewayne
  - Keyboard: Sean “Barney” Thomas und Greg Geitzenauer
8. This D.J. – 3:23
  - Geschrieben von W. Griffin
  - Hauptinterpret: Warren G
  - Hintergrundinterpreten: G-Child und O.G.L.B.
  - Keyboard: Greg Geitzenauer
9. This Is the Shack – 4:05
  - Geschrieben von W. Griffin, M. Makonie, A. Blunt und G. Brown
  - Hauptinterpreten: The Dove Shack
  - Hintergrundinterpreten: The Dove Shack und G-Child
  - Keyboard: Sean “Barney” Thomas
  - Gitarre: Andreas Straub
  - Bass: Daniel Shulman
  - Perkussion: Carl “Butch” Small
10. What′s Next – 3:26
  - Geschrieben von W. Griffin und L. Edwards
  - Hauptinterpreten: Warren G und Lil Malik
  - Gitarre: Che Laird
  - Keyboard: Sean “Barney” Thomas
  - Perkussion: Carl “Butch” Small
11. And Ya Don′t Stop – 3:22
  - Geschrieben von W. Griffin und D. Julian
  - Hauptinterpret: Warren G
  - Gitarre: Che Laird
  - Enthält ein Sample von „Janitzio“ von Don Julian
12. Runnin′ Wit No Breaks – 3:32
  - Geschrieben von W. Griffin, Deon Williams, Dewayne Williams und J. Carthorn
  - Hauptinterpreten: Warren G, Jah-Skilz und Deon & Dewayne (The Twinz)
  - Keyboard: Greg Geitzenauer
  - Bass: Tony Green
  - Gitarre: Morris O’Connor

## Rezeption
Jason Birchmeier nennt das Werk in einer Besprechung für Allmusic ein kleines Juwel unter den G-Funk-Alben der mittleren 1990er-Jahre und findet, dass Warren G den Stil dieses Subgenres trifft wie sonst nur Dr. Dre. Insgesamt bewertet Birchmeier den Langspieler mit vier von fünf möglichen Sternen. Besonders gut gefällt ihm die unerwartete Gutherzigkeit der Texte, die perfekt in das Bild des sonnigen Kalifornien passen würden. Kritisiert wird von ihm nur das als mittelmäßig bezeichnete Rappen Warren Gs.
Die Rezension für Rolling Stone stammt von S.H. Fernando Jr. Dieser gibt Regulate... G Funk Era drei von maximal fünf Sternen. Er bezeichnet die Musik als perfekt geeignet, um dabei Auto zu fahren. Zum Zeitpunkt des Erscheinens sieht er allerdings den Markt schon als gesättigt für diese Art von Hip-Hop an und nennt das Album daher veraltet.
Robert Christgau vergibt die Note B+ nach den Zensuren im Schulsystem der Vereinigten Staaten. Er schreibt, dass das Werk gemeinsam mit dem selbstbenannten Langspieler von Ahmad das einzige Rap-Album der ersten Hälfte des Jahres 1994 ist, das ihm gefällt. Darüber hinaus vergleicht er es mit The Chronic und findet Regulate... G Funk Era in allen Belangen, abgesehen vom Rapstil, besser. Besonders lobt er das Zusammenspiel der Stimmen von Warren G und Nate Dogg, die eingängigen Melodien und ebenfalls die weniger gewalttätige Stimmung, merkt jedoch an, dass letzteres innerhalb der Hip-Hop-Szene als Anbiederung an den Mainstream verstanden werden könnte.
Auch Eric Weisbard für Spin findet Warren Gs Raps durchschnittlich, lobt aber die Musik und gibt mit dem einer Ampel nachempfundenem Bewertungssystem grünes Licht für einen Kauf.
Jeff Weiss zieht schließlich 20 Jahre nach Erscheinen des Albums für Pitchfork Media ein Fazit und bezeichnet es zusammen mit The Chronic und Doggystyle als die heilige Dreifaltigkeit des G-Funk.

## Kommerzieller Erfolg

### Chartplatzierungen
Regulate... G Funk Era wurde in den USA am 7. Juni 1994 veröffentlicht. Es war dort auf Anhieb ein großer Erfolg, debütierte auf Platz 2 der Billboard 200 und konnte sich in diesen Charts etwa ein Jahr lang behaupten. Bereits am 4. August 1994 erhielt das Werk von der RIAA den zweifachen Platin-Status für mehr als zwei Millionen abgesetzte Einheiten. Nach weiteren Verkäufen wurde die Auszeichnung am 1. August 1995 auf dreifaches Platin erhöht.
In Europa erschien das Album etwas später. Auch dort hatte es Verkaufserfolge, wenn diese auch hinter jenen in den USA zurückblieben. In diesem Erdteil war es besonders im Vereinigten Königreich erfolgreich, wo es die silberne Schallplatte verliehen bekam.
Die erste Singleauskopplung des Werks war Regulate, die Warren G gemeinsam mit Nate Dogg vortrug. Sie war außerdem auch eine Single für den Soundtrack zum Film Above the Rim, der etwas früher als Regulate... G Funk Era über Death Row Records erschien und von der RIAA doppeltes Platin bekam.
Regulate war ein weltweiter Hit, so erreichte es in den US-amerikanischen, britischen, deutschen und Schweizer Charts eine Top-10-Platzierung. Außerdem wurde das Lied mit mehreren Auszeichnungen für Verkaufserfolge bedacht. In den USA erhielt es vorerst eine Platin-Schallplatte, nach weiteren digitalen Käufen und durch Musikstreaming 2017 eine weitere; im Vereinigten Königreich zunächst Silber, 2014 dann Gold und 2018 Platin, sowie in Deutschland Gold.
Als nächste Single wurde This D.J. ausgewählt. Dieses Lied konnte nicht ganz die Bedeutung von Regulate erlangen, erreichte aber dennoch mehrere Hitparaden. Am meisten Einfluss hatte es in den USA, wo es bis zur Position 9 gelangte und eine Gold-Auszeichnung erhielt.
Abschließende Auskopplung war Do You See. Auch dieses Lied wurde noch in einigen Charts geführt, erreichte aber nur noch mittlere Platzierungen.
In den Jahren nach dem ursprünglichen Erscheinen wurde das Album mehrfach wiederveröffentlicht. So wurde 2000 eine Version auf den Markt gebracht, die zusätzlich zu den originalen Liedern als 13. Spur einen Remix von Regulate enthielt und als 14. Titel das originäre Video hierzu. 2007 folgte eine Sonderausgabe, bei der der ursprünglichen CD eine zweite Bonus-CD beigelegt wurde, auf der sich sechs zusätzliche Lieder befinden:
1. Regulate (Remix) – 4:21
2. Do You See (Stepz Remix) – 5:15
3. Do You See (Old School Remix) – 5:16
4. This D.J. (Remix) – 3:46
5. This D.J. (Dobie's Rub Part 1) – 4:02
6. What’s Next (Instrumental) – 3:29

Zum 20-jährigen Jubiläum der Erstveröffentlichung erschien darüber hinaus eine weitere Ausgabe, auf der sich als Spuren 13 bis 15 weitere Remixe von Regulate befanden. Die Neuauflagen wurden bei dieser Version von Vertretern der elektronischen Tanzmusik übernommen, namentlich und in dieser Reihenfolge von Destructo & Wax Motif, Photek und Jauz.
Am 6. August 2015 gab der mittlerweile weitgehend erfolglose Warren G eine EP als Fortsetzung zu diesem Album heraus. Auch mit Regulate... G Funk Era Part II konnte er jedoch nicht an seine früheren Verkaufsergebnisse anknüpfen.
| ChartsChartplatzierungen       | Höchstplatzierung | Wochen |
| ------------------------------ | ----------------- | ------ |
| Deutschland (GfK)              | 15 (21 Wo.)       | 21     |
| Vereinigte Staaten (Billboard) | 2 (53 Wo.)        | 53     |
| Vereinigtes Königreich (OCC)   | 25 (15 Wo.)       | 15     |

| ChartsJahrescharts (1994) | Platzierung |
| ------------------------- | ----------- |
| Deutschland (GfK)         | 73          |

### Auszeichnungen für Musikverkäufe
| Land/Region                  | Auszeichnungen für Musikverkäufe (Land/Region, Auszeichnung, Verkäufe) | Verkäufe  |
| ---------------------------- | ---------------------------------------------------------------------- | --------- |
| Frankreich (SNEP)            | Gold                                                                   | 100.000   |
| Kanada (MC)                  | Gold                                                                   | 50.000    |
| Neuseeland (RMNZ)            | Platin                                                                 | 15.000    |
| Vereinigte Staaten (RIAA)    | 3× Platin                                                              | 3.000.000 |
| Vereinigtes Königreich (BPI) | Silber                                                                 | 60.000    |
| Insgesamt                    | 1× Silber · 2× Gold · 4× Platin ·                                      | 3.225.000 |